# Хаффман, Ким
Ки́мберли «Ким» Ха́ффман (фр. Kymberley «Kim» Huffman; Сент-Катаринс, Онтарио, Канада) — канадская актриса

.

## Биография
Она выучилась на оперную певицу, но в основном известна по своими ролям на телевидении и в кино.
Она сыграла Лизу Треккер в телесериале «Губная помада на твоём воротнике», снятом по мотивам продукции Денниса Поттера и вышедшего на телеканале Channel 4.
Хоффман играла Донну в постановке Торонто Mamma Mia! с 2004-го по 2005-й год. Она также сыграла Козетту в оригинальной постановке «Mirvish» в мюзикле «Отверженные» в Королевском театре Александры.
В канадском телесериале «Дикие розы» Хоффман сыграла главную роль Мэгги Генри.
Ким замужем за продюсером и сценаристом Стивеном Кларком. У супругов есть две дочери (род. 24.01.2003 и род. 28.03.2005).

## Избранная фильмография
| Год  |   | Русское название           | Оригинальное название       | Роль           |
| ---- | - | -------------------------- | --------------------------- | -------------- |
| 1989 | с | Пятница, 13-е              | Friday the 13th: The Series | Эрин           |
| 1992 | с | Дживс и Вустер             | Jeeves and Wooster          | Полин          |
| 1992 | ф | Проект «Охотник за тенью»  | Project Shadowchaser        | Наоми          |
| 1993 | с | Рыцарь навсегда            | Forever Knight              | Норма Дин      |
| 1998 | с | За гранью возможного       | The Outer Limits            | Аманда Харпер  |
| 2000 | с | Голод                      | The Hunger                  | Луэнн          |
| 2002 | ф | К-9 III: Частные детективы | K-9: P.I.                   | Лора Филдс     |
| 2010 | с | 4исла                      | Numbers                     | Джин Зурлански |
| 2014 | с | Читающий мысли             | The Listener                | Майя           |
| 2017 | с | Нулевой канал              | Channel Zero                | Коррин Слитор  |